# Romulus
Romulus (latin: "Romulus", oldgræsk: "Ῥωμύλος") var Roms legendariske grundlægger og den første konge af det Romerske Kongerige. Forskellige traditioner tilskriver etableringen af mange af Roms ældste juridiske, politiske, religiøse og sociale institutioner til Romulus og hans samtidige. Selvom mange af disse traditioner indeholder elementer af folklore – og det derfor er uklart, i hvor høj grad en historisk figur ligger til grund for den mytiske Romulus – var de begivenheder og institutioner, der tilskrives ham, centrale for myterne omkring Roms oprindelse og kulturelle traditioner.

## Traditionel beretning
Myterne omhandlende Romulus omfatter adskillige særskilte episoder, herunder den mirakuløse fødsel og barndom for Romulus og hans tvillingbror, Remus; mordet på Remus og grundlæggelsen af Rom; Bortførelsen af de Sabinske Kvinder (også kendt som Sabinerindernes rov) og den efterfølgende krig med sabinerne; en periode med fælles styre med Titus Tatius; etableringen af forskellige romerske institutioner; Romulus' død eller apoteose, og Numa Pompilius' tronfølge.

### Romulus og Remus
I henhold til romersk mytologi var Romulus og Remus sønner af Rhea Silvia og guden Mars. Deres morfar var Numitor, som var den retmæssige konge af Alba Longa. Gemmen Numitor nedstammede Romulus og Remus fra både den trojanske helt Æneas og Latinus, kongen af Latium. Før tvillingernes fødsel var Numitors trone blevet tilranet af hans bror, Amulius, som myrdede Numitors søn eller sønner og dømte Rhea Silvia til evig jomfrulighed ved at indvie hende som vestalinde. Da Rhea blev gravid, hævdede hun, at hun var blevet besøgt af guden Mars. Amulius fængslede hende, og ved tvillingernes fødsel beordrede han, at de skulle kastes i Tiberen. Men da floden var svulmet op af regn, kunne de tjenere, der havde til opgave at skille sig af med spædbørnene, ikke nå dens bredder, og efterlod derfor tvillingerne under et figentræ ved foden af Palatinerhøjen.
I den traditionelle beretning stødte en hunulv tilfældigt på tvillingerne og diet dem, indtil de blev fundet af kongens hyrde, Faustulus, og hans kone, Acca Larentia. Brødrene voksede op blandt hyrderne og folket i bakkerne. Efter at være blevet involveret i en konflikt mellem Amulius' tilhængere og deres bedstefar Numitors, fortalte Faustulus dem om deres oprindelse. Med hjælp fra deres venner lokkede de Amulius i et baghold og dræbte ham, hvorefter deres bedstefar blev genindsat på tronen. Prinserne drog derefter ud for at grundlægge en by selv.
De vendte tilbage til bakkerne med udsigt over Tiberen, nær hvor de var blevet sat ud som spædbørn, men de var uenige om placeringen af deres nye by. Hver indtog en position på en forskellig bakke og afventede et varsel for at træffe en beslutning. Remus så seks gribbe over Aventinerhøjen, hvorefter Romulus så en flok på tolv over Palatinerhøjen. Remus argumenterede for Aventinerhøjen baseret på prioritet, Romulus for Palatinerhøjen baseret på antal. Konflikten eskalerede, og Romulus, eller en af hans tilhængere, dræbte Remus. I en variant af legenden foretrak augurerne Romulus, som fortsatte med at pløje en firkantet fure omkring Palatinerhøjen for at afgrænse murene til den fremtidige by (Roma Quadrata). Da Remus hånligt sprang over furen for at vise, hvor utilstrækkelig den var mod indtrængende, slog Romulus ham ned i vrede. I en anden variant blev Remus dræbt under en melée (et voldsomt slagsmål), sammen med Faustulus.

## Notes
1. ↑  Dionysios beskriver et baghold af Numitors søn, som var på jagt, mens Livius angiver, at der var flere sønner, men giver ingen detaljer om deres mord. Dionysios giver også et alternativt navn, Ilia, for Rhea Silvia.
2. ↑  I en anden version var sagnets hunulv Acca Larentia selv, som var en prostitueret, der blev kaldt "Lupa" af hyrderne.[5]